# Бромид плутония(III)
Бромид плутония(III) — неорганическое соединение,
соль плутония и бромистоводородной кислоты
с формулой PuBr3,
светло-зелёные кристаллы,
растворяется в воде,
образует кристаллогидрат.

## Получение
- Пропускание чистого бромоводорода через нагретый свежеполученный оксид плутония(IV):

{\displaystyle {\mathsf {2PuO_{2}\cdot xH_{2}O+8HBr\ {\xrightarrow {750-800^{o}C}}\ 2PuBr_{3}+Br_{2}\uparrow +2(x+2)H_{2}O}}}
- Пропускание чистого бромоводорода через нагретый оксалат плутония(III):

{\displaystyle {\mathsf {Pu_{2}(C_{2}O_{4})_{3}\cdot 10H_{2}O+6HBr\ {\xrightarrow {570-600^{o}C}}\ 2PuBr_{3}+3CO\uparrow +3CO_{2}\uparrow +13H_{2}O}}}
- Соединение легко очищается возгонкой при 800 °С.

## Физические свойства
Бромид плутония(III) образует сине-зелёные очень гигроскопичные кристаллы
ромбической сингонии,
пространственная группа C cmm,
параметры ячейки a = 1,262 нм, b = 0,409 нм, c = 0,913 нм, Z = 4.
Хорошо растворяется в воде.
Образует кристаллогидрат состава PuBr3•6H2O — светло-голубые кристаллы с плотностью 9,07 г/см³.
Расплав при 683 °С имеет зелёный цвет, при 850 °С — янтарный.

## Химические свойства
- В водных растворах подвергается частичному гидролизу [2]:

{\displaystyle {\mathsf {PuBr_{3}+H_{2}O\ \rightleftarrows PuOBr+2HBr}}}